# Bain-de-Bretagne
Bain-de-Bretagne (tiếng Breton: Baen-Veur, Gallo: Bóen) là một xã của tỉnh Ille-et-Vilaine, thuộc vùng Bretagne, miền tây bắc nước Pháp.